# Moradores

Ein Morador aus Timor (1909)

Moradores (Einzahl: Morador; Portugiesisch für Bewohner) war die Bezeichnung für verschiedene militärische Einheiten der Portugiesen.

## Ursprung
König Sancho I. von Portugal (1185–1211) gründete bäuerliche Kavallerien, die die einzelnen Bezirke des jungen Königreichs verteidigen sollten. Die Moradores wurden erst nach und nach durch reguläre Streitkräfte ersetzt, bis die letzten Einheiten unter Manuel I. (1495–1521) aufgelöst wurden.

## Moradores in den Kolonien
Verschiedene Militäreinheiten, die man in den portugiesischen Kolonien aus Einheimischen rekrutierte, wurden ebenfalls als Moradores bezeichnet.
An der Ostküste Afrikas verteidigten zum Christentum bekehrte Schwarze als Moradores die portugiesischen Stützpunkte. Ähnliche Einheiten gab es in Brasilien und den Besitzungen in Asien.

### Portugiesisch-Timor

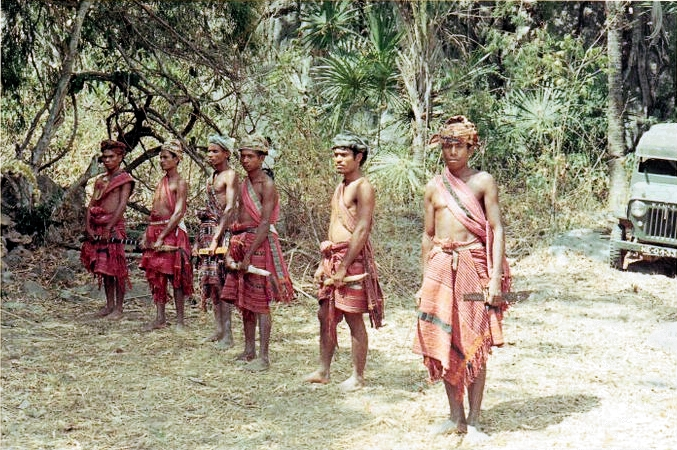
Parade von Moradores in Atabae (1969)

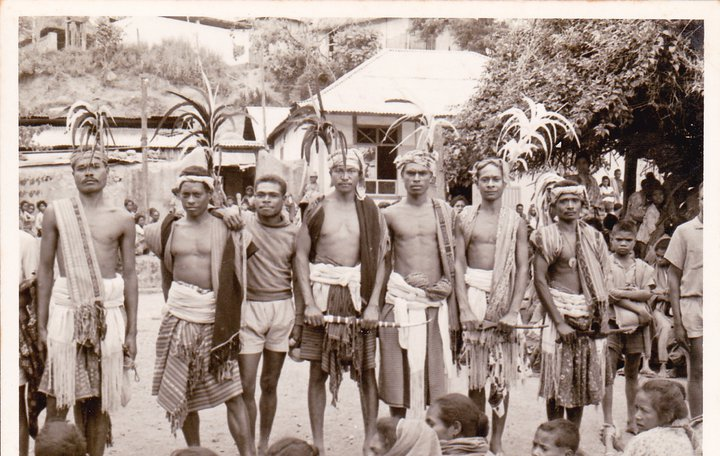
Moradores in Atsabe (1968/70)

In Portugiesisch-Timor dienten einheimische Timoresen, die von den loyalen Liurais, den traditionellen Herrschern, proportional nach der Bevölkerungszahl der einzelnen Reiche der Kolonie rekrutiert wurden. Als Arraias, irreguläre Hilfstruppen, bildeten sie zusammen mit den Bidau und den Sica den Großteil der portugiesischen Streitmacht auf Timor. Alle drei Gruppen lebten in eigenen Vierteln der Hauptstadt Dili. Die mosambikanischen Soldaten waren gewaltsam Deportierte, die ständig betrunken waren und weder richtig Portugiesisch, noch die Handhabung der Remingtongewehre verstanden. Die Europäer waren aufgrund ständiger Krankheit durch das ungesunde Klima ohnehin nicht zu gebrauchen.
Ab 1860 wurden Timoresen als Moradores in einer Kompanie zusammengefasst, behielten aber ihren Status als irreguläre Streitkräfte. Sie erhielten keinen Sold oder Uniformen. In den 1880ern gab es zudem Moradores in Batugade (mit jenen in Dili 70 Personen) und in Manatuto (56 Personen).
1887 kam es zur Revolte der Moradores, bei der der portugiesische Gouverneur Alfredo de Lacerda Maia ermordet wurde. Zu diesem Zeitpunkt waren nur 100 bis 150 europäische Soldaten in der Kolonie stationiert. Die Zahl der Moradores und indischer Soldaten war etwa gleich hoch. Die Revolte wurde schließlich niedergeschlagen.
Unter Gouverneur José Celestino da Silva (1894–1908) erhielten die Moradores erstmals eine eigene Uniform, entlehnt an die einheimische Tracht. Doch nach dem Sieg der Portugiesen gegen die Rebellion von Manufahi erlangte die Kolonialmacht die totale Kontrolle über ihre Besitzung. Man brauchte die Moradores nicht mehr und löste die Einheiten auf.
Heute sind diese Verbände folkloristische Gruppen, die in Osttimor bei Feierlichkeiten auftreten, vergleichbar mit den bayerischen Gebirgsschützen. Sie werden als traditioneller Ursprung der professionellen timoresischen Armee angesehen. Auch die Ehrenwache am Präsidentenpalast trägt eine traditionelle Tracht und Schwerter (Surik).

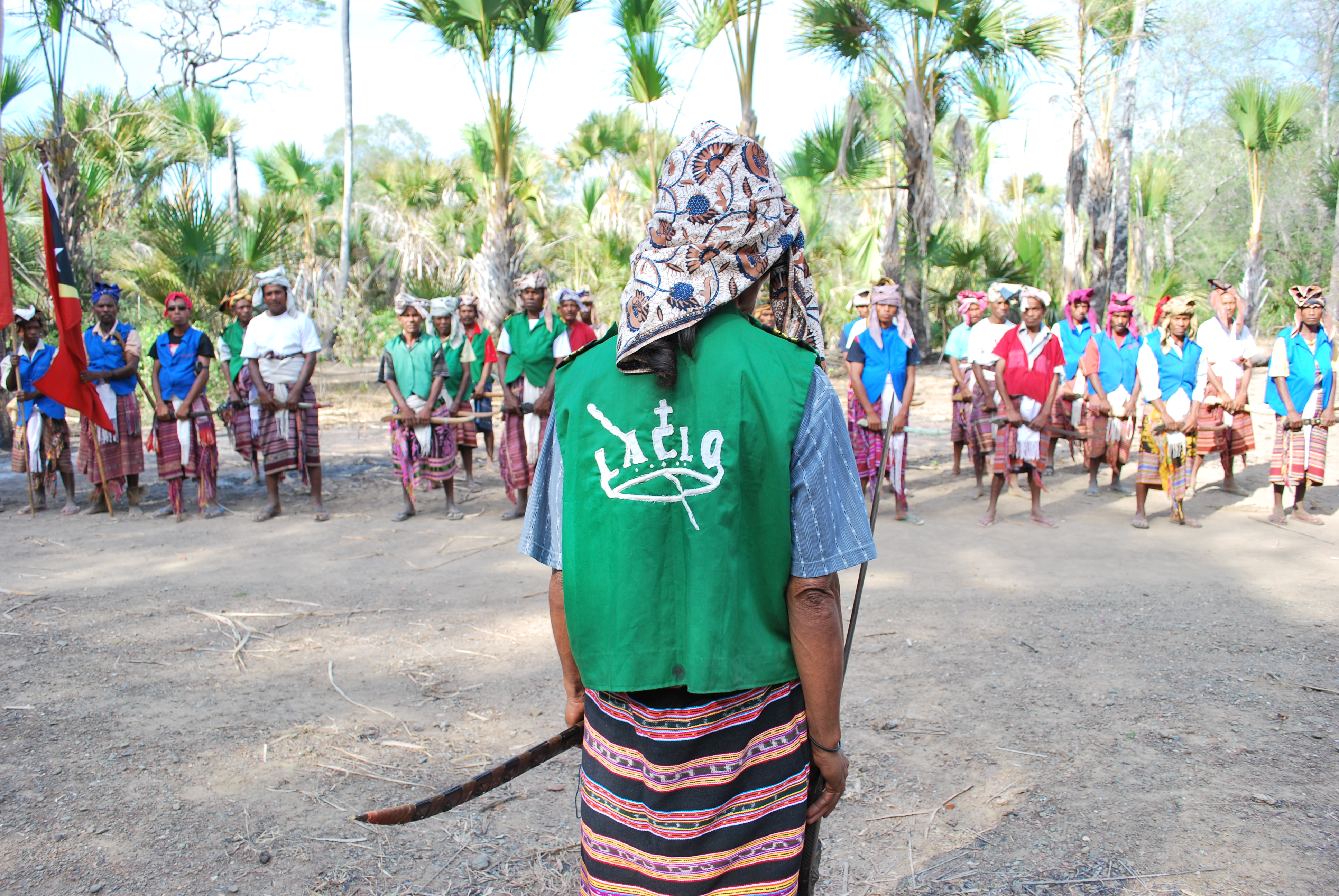
Moradores in Laclo (2009)
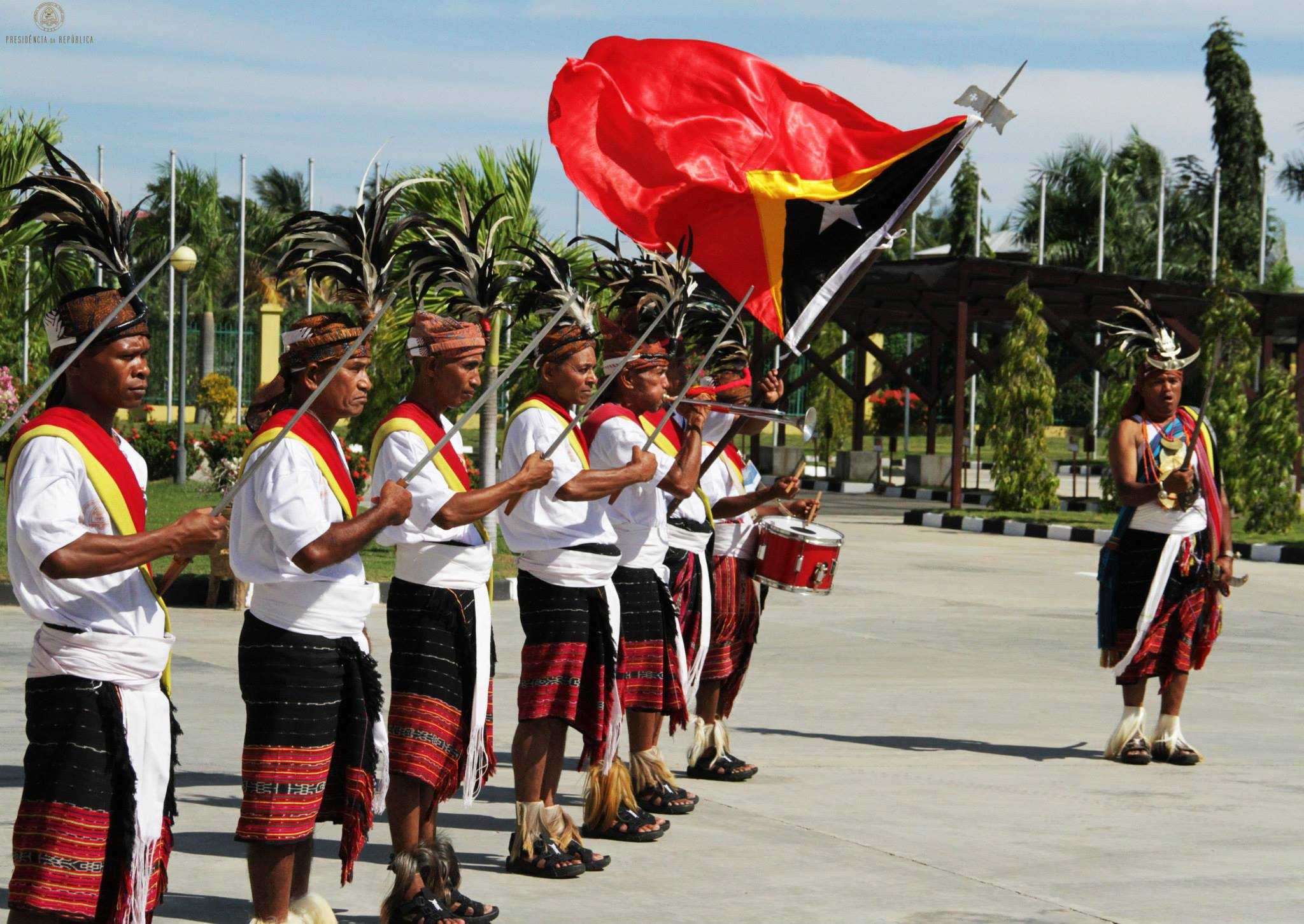
Ehrenwache am Präsidentenpalast (2014)
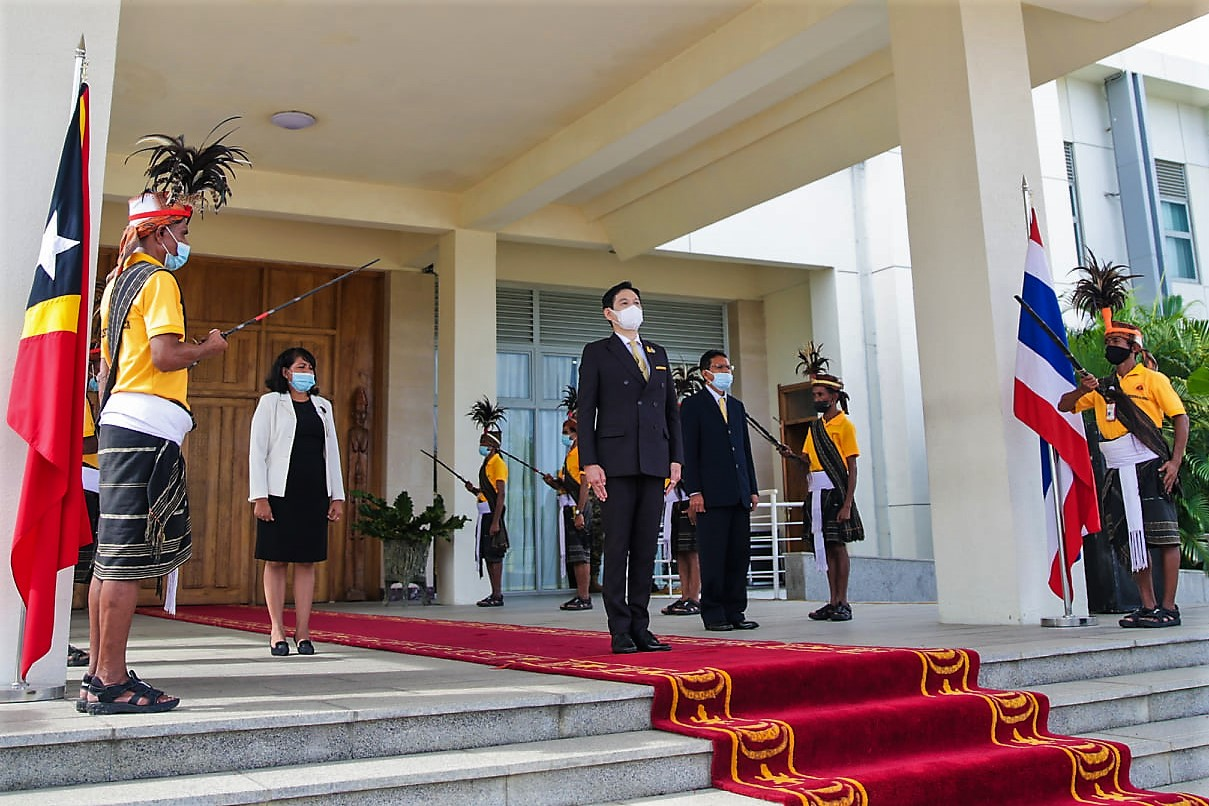
Ehrenwache am Präsidentenpalast beim Empfang von Botschafter Ekapol Poolpipat (2021)